# TRT

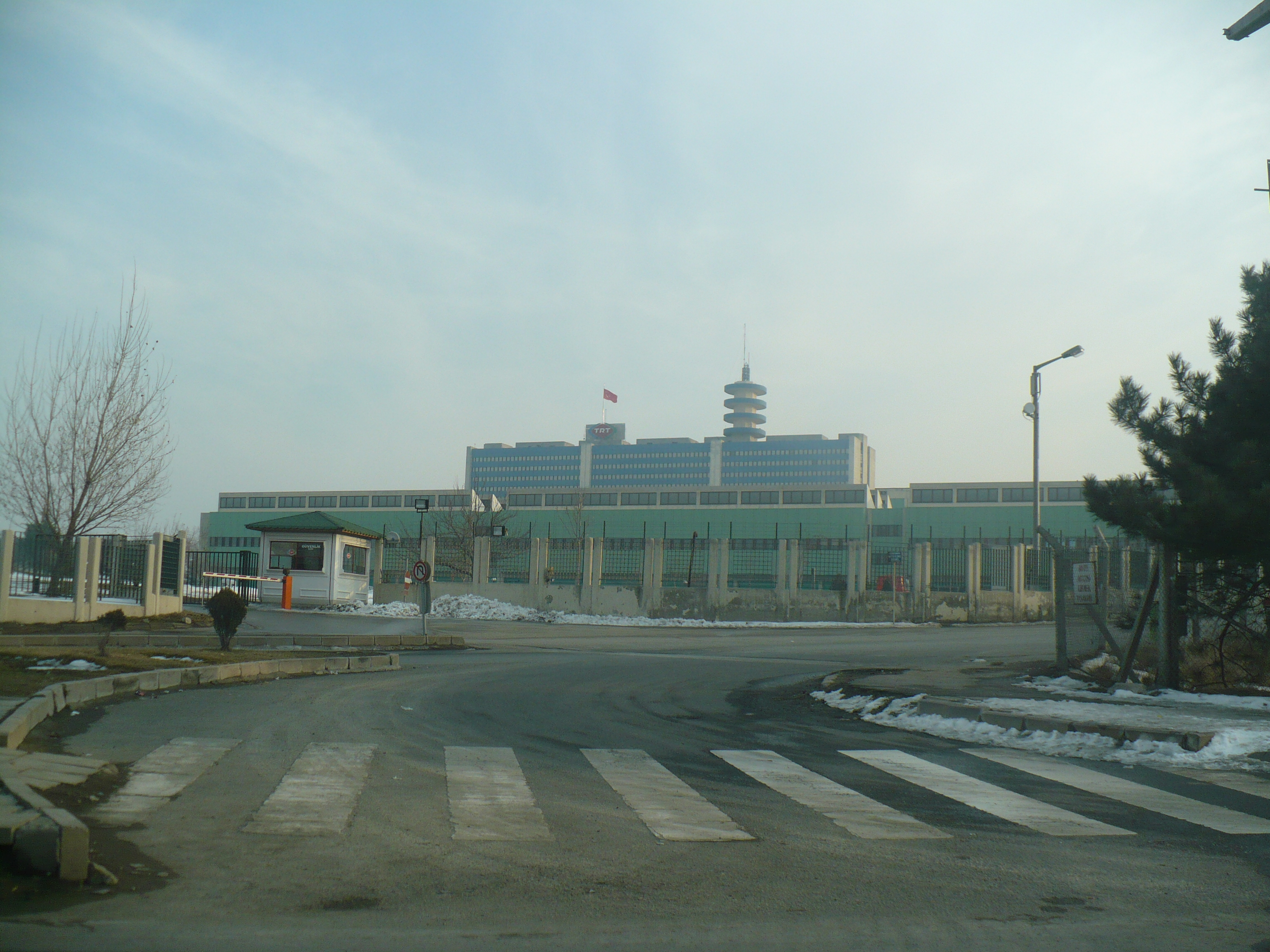
TRT, Ankara

A TRT vagy Türkiye Radyo ve Televizyon Kurumu (Török Rádió és Televíziótársaság) a török nemzeti rádiós és televíziós intézmény, melyet 1964-ben hoztak létre. A TRT bevételének 70%-át az elektromos áramra és a televízió- illetve rádiókészülékekre kivetett adó teszi ki, 20% állami támogatás, a maradék 10% pedig reklámokból származó bevétel.
A TRT sokáig az egyetlen műsorközlő intézmény volt az országban, 1990-ben jelentek meg az első kereskedelmi rádiók és 1992-ben a kereskedelmi televíziók, megtörve az állami monopóliumot. A TRT műsorait nem csak Törökországban lehet fogni, műholdon keresztül Európába, Ázsiába, Afrikába és Ausztráliába is sugároz.
A TRT elődje az Európai Műsorsugárzók Uniójának egyik alapító tagja volt 1950-ben.

## Televíziócsatornák

### Belföldi
- TRT 1 - Általános szórakoztató csatorna, hazai és külföldi sorozatokkal, török és amerikai filmekkel, török népzenét, klasszikus zenét és popzenét népszerűsítő show-műsorokkal, sportműsorokkal, híradóval és politikai műsorokkal, illetve az olyan különleges események közvetítő joga is általában a TRT1-é, mint például az Eurovíziós Dalfesztivál.
- TRT 2 - Napközben híreket közvetít, sporteseményeket és időjárás-jelentést. Főműsoridőben kulturális, művészeti és dokumentumfilm jellegű műsorokat, illetve tévéfilmeket sugároz.
- TRT 3 - Sportcsatorna
- TRT 4 - Oktató jellegű műsorok (távoktatás), török klasszikus és népzene.
- TRT GAP - A Délkelet Anatóliai régiónak sugároz, adásidejét a TRT 3-mal osztja meg.

### Nemzetközi
- TRT International (TRT INT) - Nemzetközi csatorna, mely a TRT csatornáinak különböző műsoraiból közöl válogatást
- TRT Turk (korábban TRT Avrasya) - Nemzetközi csatorna mely türk nyelvű országokban sugároz

## Rádiócsatornák
- Radyo 1 - Kevert programok
- TRT FM (korábban Radyo 2)- török pop, népzene és klasszikus zene, külföldi popzene, interjúk, hírek, utazási információk
- Radyo 3 - Klasszikus zene, jazz, világzene, külföldi pop & rock
- Radyo 4 - Török klasszikus és népzene
- Radyo Haber - Hírműsorok
- Radyo Türkü - Török népzene
- Radyo Nağme - Török művészi zene
- TSR - Türkiyenin Sesi (Törökország hangja)
- Turizm Radyosu - turisztikai adó